# زباد مالایی
زباد مالایی (نام علمی: Viverra tangalunga) نام یک گونه از سرده زبادگون‌ها است.